# Exploration of Time
Exploration of Time (en español Exploración del tiempo) es una obra para seis percusionistas del compositor y percusionista alemán Eckhard Kopetzki, ganadora del tercer premio del Concurso de Composición organizado en el año 2003 por la Percussive Arts Society.

## Orquestación
La obra está escrita para 6 percusionistas con instrumental variado (Set-up). En la partitura del director se describen el conjunto de cada uno de los instrumentistas:
- Intérprete 1: Bombo, platillo splash, caja china, timbal y platillo (invertido) en timbal glissando con el pedal mientras se interpreta sobre el platillo.
- Intérprete 2: Tom mediano (2), sacudidor, latas (3)
- Intérprete 3: Bongos (agudo), platillo crash, cencerro con arco y cencerro silenciados (3)
- Intérprete 4: Bongos (grave), gongs silenciados (2), Tam-Tam (con la punta de la baqueta raspando o cerca del borde)
- Intérprete 5: Tom de piso (2), tazones de vidrio (2), güiro (presionando una cabeza de la baqueta en el Tom, tocando el ritmo con la otra baqueta)
- Intérprete 6: Bombo, mokugyo (4), gong (yace invertido sobre el timbal) gliss. con el timbal de pedal, mientras se toca el gong.

## Análisis
Exploration of Time se trata de una obra para seis percusionistas con instrumental variado (set-up), en los cuales cada intérprete usa varios instrumentos detallados en el punto anterior.
Estructuralmente la forma general de la obra se basa en movimientos contrastantes de tempo divididas en cuatro secciones, lento – rápido – lento – rápido y con una coda final que aumenta la velocidad e intensidad para desembocar en el final.
| Sección 1 | Sección 2 | Sección 3  | Sección 4  | Coda        |
| --------- | --------- | ---------- | ---------- | ----------- |
| =66       | =152      | =152(=76)  | =152       | =152        |
| cc.1-19   | cc. 20-98 | cc. 99-136 | cc.137-176 | cc. 177-192 |

La interacción compleja de los ritmos complejos y de combinaciones métricas poco frecuentes hace que la dificultad de la obra sea mayor, ya no solo de forma individual sino además como conjunto haciendo que el nivel de dificultad sea avanzado. El uso de los cambios de tempo, de compases alternándose entre binario y ternario o de ritmos rápidos y complejos son un añadido más dicha dificultad. El uso minucioso de las dinámicas determina a los intérpretes los momentos motívicos importantes que se encuentran en la intrincada textura de la pieza.
Esta partitura además usar la técnica típica del instrumento, se añaden otras técnicas menos habituales como la ejecución de glissando en el timbal percutiendo un plato encima, raspados en Tam-tam, baquetas al aro o baquetas contra baquetas. 
La organización de esta obra parece estar pensada por dúos de papeles que se complementa para formar todo el conjunto, así pues, los instrumentistas 1 y 6 usan los bombos, los instrumentistas 2 y 5 tom-toms y los instrumentistas 3 y 4 bongos.  Así pues, debe de mantener una colocación especifica a la hora de la interpretación.
Musicalmente se trata de una pieza en la que se superponen diferentes líneas rítmicas con distintas variaciones que en ocasiones colisionan en un unísono de las voces. También se usan momentos de tensión mediante el uso de figuraciones rápidas y agresivas en forte, que se combina con una “línea melódica” que atraviesa las diferentes voces para intensificar el contraste dinámico y sobre todo tímbrico.
Según el artículo de Mark Dorr en donde publica su opinión en la Revista de la PAS en 2003, señala:

"Exploration of Time" está lleno de un ritmo vital, una compleja interacción rítmica y combinaciones métricas inusuales. Escrito para seis percusionistas, las técnicas en conjunto individuales y contemporáneas requeridas para realizar esta pieza la colocan en un nivel de dificultad muy avanzado. De aproximadamente 8 minutos y medio de duración, la pieza mantiene un sentimiento de constante avance, ayudado por frecuentes cambios de metro y tiempo, manejando ritmos de semicorcheas y una compresión de ideas motívicas y rítmicas durante la sección final.(Traduccion al español)

## Grabaciones
- Edwin Powell dirige a Pacific Lutheran University Wind Ensemble Percussion Section, Grabación el 25 de marzo de 2010. (enlace Youtube)
- Blake Wilkins dirige al University of Houston Percussion Ensemble, perteneciente al CD Not Here, But There ℗ 2009 Albany Records, grabado el 1 de enero de 2009.[7] (enlace YouTube)